# Puig de Pla Boscàs
El Puig de Pla Boscàs és una muntanya de 671 metres que es troba al municipi de Sant Aniol de Finestres, a la comarca catalana de la Garrotxa.